# Madonna del Rosario (Caravaggio)
La Madonna del Rosario es un cuadro de la etapa napolitana de Caravaggio, pintado en 1607. Hace pareja con las Siete obras de misericordia, también del mismo autor. Ambas estuvieron colocadas, en principio, en la misma iglesia, pero ésta fue trasladada a Viena por orden de Francisco José I.
Muestra la instrucción a Santo Domingo por la Virgen María para dar a conocer el rosario a los fieles.
El cuadro emula a Leonardo Da Vinci y Rafael Sanzio, quienes realizaron sendas versiones de este tema. La luz y los elementos de intercesión dan a la escena un toque más religioso y místico.
Como muchas de sus obras, el cuadro fue rechazado en un principio por sus promotores, los dominicos para, posteriormente iniciar un periplo por varios propietarios (entre ellos Pedro Pablo Rubens) hasta acabar en manos del emperador José II de Austria.

## Descripción
La escena se divide en tres niveles, siguiendo un esquema piramidal.
En la parte superior está la Virgen con el Niño, en el nivel intermedio los santos dominicos Domingo y Pedro Mártir y otros monjes de la orden, en la parte inferior el donante y los fieles. La composición está enmarcada por una gran columna estriada a la izquierda y arriba, por un gran paño rojo atado a ella.
María está sentada con el Niño desnudo de pie en sus rodillas y casi parece dar su asentimiento, con un gesto de la mano, a Santo Domingo, con el hábito blanco y negro, que sostiene rosarios en sus manos, mientras un grupo de fieles, pobres, con pies descalzos y sucios, de rodillas, se vuelven hacia él, para obtener la gracia; a la izquierda, vestido de negro y con gorguera, sujetando el manto del santo y mirando por encima del hombro al espectador, Marco Antonio Colonna, el difunto abuelo del donante.
Del otro lado, San Pedro Mártir con una gran cicatriz en la frente (evitando en aras del realismo el atributo del machete clavado en la cabeza) al igual que Caravaggio que, herido en la cabeza unos meses antes en el duelo con Ranuccio Tomassoni, aun debía tener la marca visible, señala al Niño al espectador, el origen de toda gracia;  detrás de él otros monjes dominicos, vicarios terrenales de la Virgen, a quienes el lienzo pretende exaltar.